# Honce
Honce (allemand : Gerlsdorf, est un village de Slovaquie situé dans la région de Košice.

## Histoire
Première mention écrite du village en 1318.

## Démographie

### Évolution de la population
| Année:               | 1994. | 2004.   | 2014.   | 2024.    |
| -------------------- | ----- | ------- | ------- | -------- |
| Nombre de personnes: | 419   | 395     | 381     | 327      |
| Différence:          |       | -5,72 % | -3,54 % | -14,17 % |

| Année:               | 2023. | 2024.   |
| -------------------- | ----- | ------- |
| Nombre de personnes: | 328   | 327     |
| Différence:          |       | -0,30 % |